# Davide Malacarne
Davide Malacarne (* 11. Juli 1987 in Feltre) ist ein ehemaliger italienischer Radrennfahrer.

## Sportliche Laufbahn
Davide Malacarne wurde 2005 zunächst italienischer Junioren-Meister im Querfeldeinrennen und holte sich kurz darauf den Junioren-Weltmeistertitel im saarländischen St. Wendel.
Anschließend verlegte Malacarne seinen Schwerpunkt auf die Straße. Später in der Saison gewann er die Trofeo Dorigo Porte und er wurde einmal Etappendritter bei der Trofeo Karlsberg. 2006 war Malacarne bei der U23-Austragung der Trofeo Matteotti erfolgreich und bei dem Crossrennen Triveneto Gara di Caonada. Beim Giro del Veneto gewann er eine Etappe und konnte so auch die Gesamtwertung für sich entscheiden. In der Saison 2007 gewann er wieder ein Teilstück des Giro del Veneto und das Eintagesrennen Giro della Valli Aretine.
2009 erhielt Malacarne seinen ersten Teamvertrag, bei Quick-Step Innergetic, wo er drei Jahre lang fuhr. Größter Erfolg seiner Laufbahn war der Sieg bei der fünften Etappe der Katalonien-Rundfahrt 2010. 2015 und 2016 entschied er mit dem Astana Pro Team insgesamt drei Mannschaftszeitfahren für sich. Zudem startete er zwischen 2009 und 2016 zehnmal bei großen Rundfahrten; seine beste Platzierung war der 39. Rang beim Giro d’Italia 2014. Ende 2016 beendete er seine aktive Radsportlaufbahn.

## Erfolge

### Cyclocross

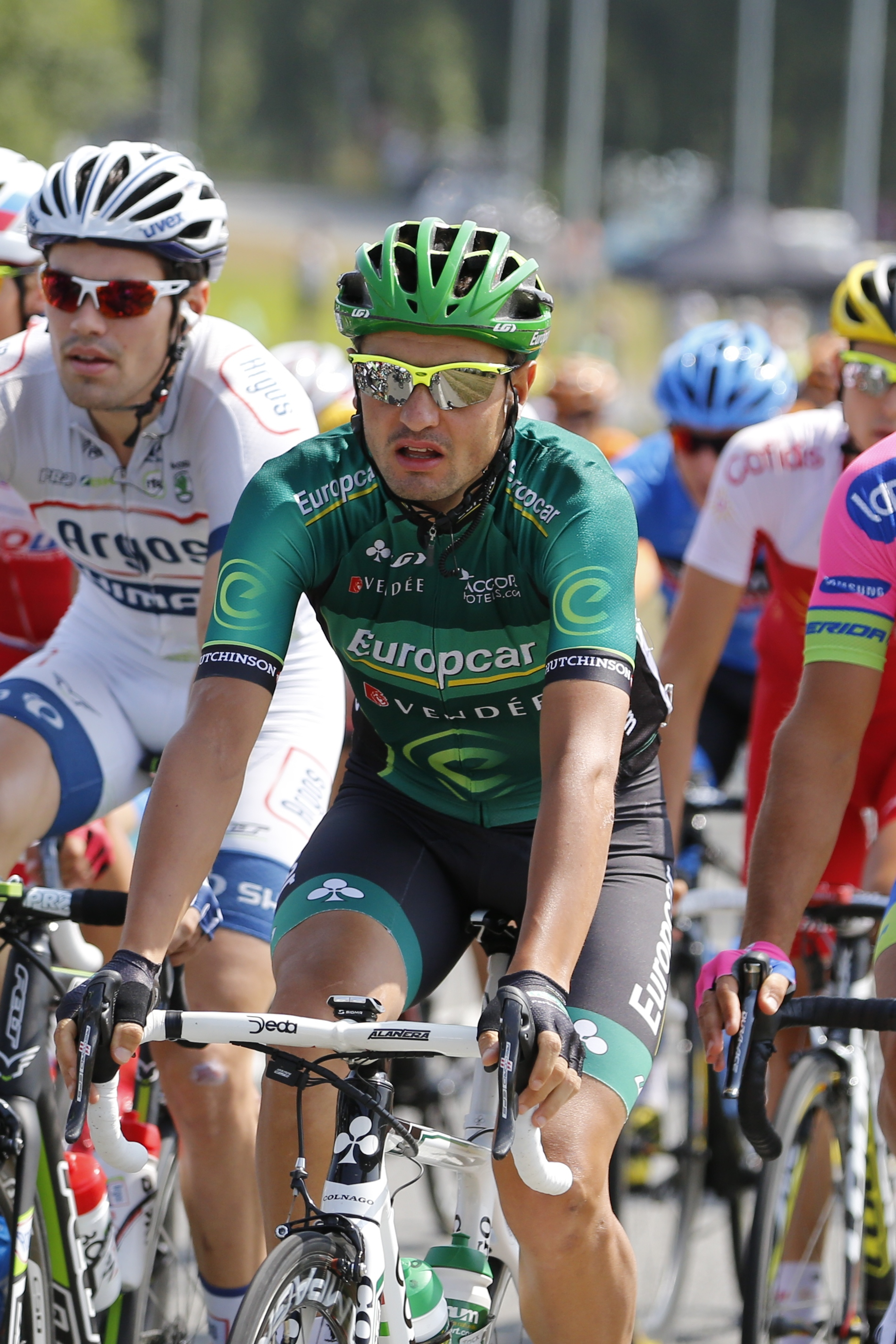
Malacarne bei der Tour de France 2013

2003
- Italienischer Jugend-Meister – Cyclocross

2005
- Cyclocross-Weltmeister (Junioren)
- Italienischer Junioren-Meister – Cyclocross

2007
- Giro della Valli Aretine

2008
- Giro Belvedere di Villa di Cordignano

2010
- eine Etappe Katalonien-Rundfahrt

2011
- Bergwertung Tirreno–Adriatico

2015
- Mannschaftszeitfahren Burgos-Rundfahrt

2016
- Mannschaftszeitfahren Giro del Trentino
- Mannschaftszeitfahren Burgos-Rundfahrt

## Grand-Tour-Platzierungen
| Grand Tour            | 2009 | 2010 | 2011 | 2012 | 2013 | 2014 | 2015 | 2016 |
| --------------------- | ---- | ---- | ---- | ---- | ---- | ---- | ---- | ---- |
| Giro d’ItaliaGiro     | DNF  | –    | 145  | –    | –    | 39   | 85   | 47   |
| Tour de FranceTour    | –    | –    | –    | 59   | 49   | –    | –    | –    |
| Vuelta a EspañaVuelta | –    | 124  | 55   | –    | –    | –    | –    | DNF  |

## Teams
- 2008 Quick Step (Stagiaire)
- 2009–2011 Quick Step
- 2012–2014 Team Europcar
- 2015–2016 Astana Pro Team